# Denkmal der Republik (Wien)

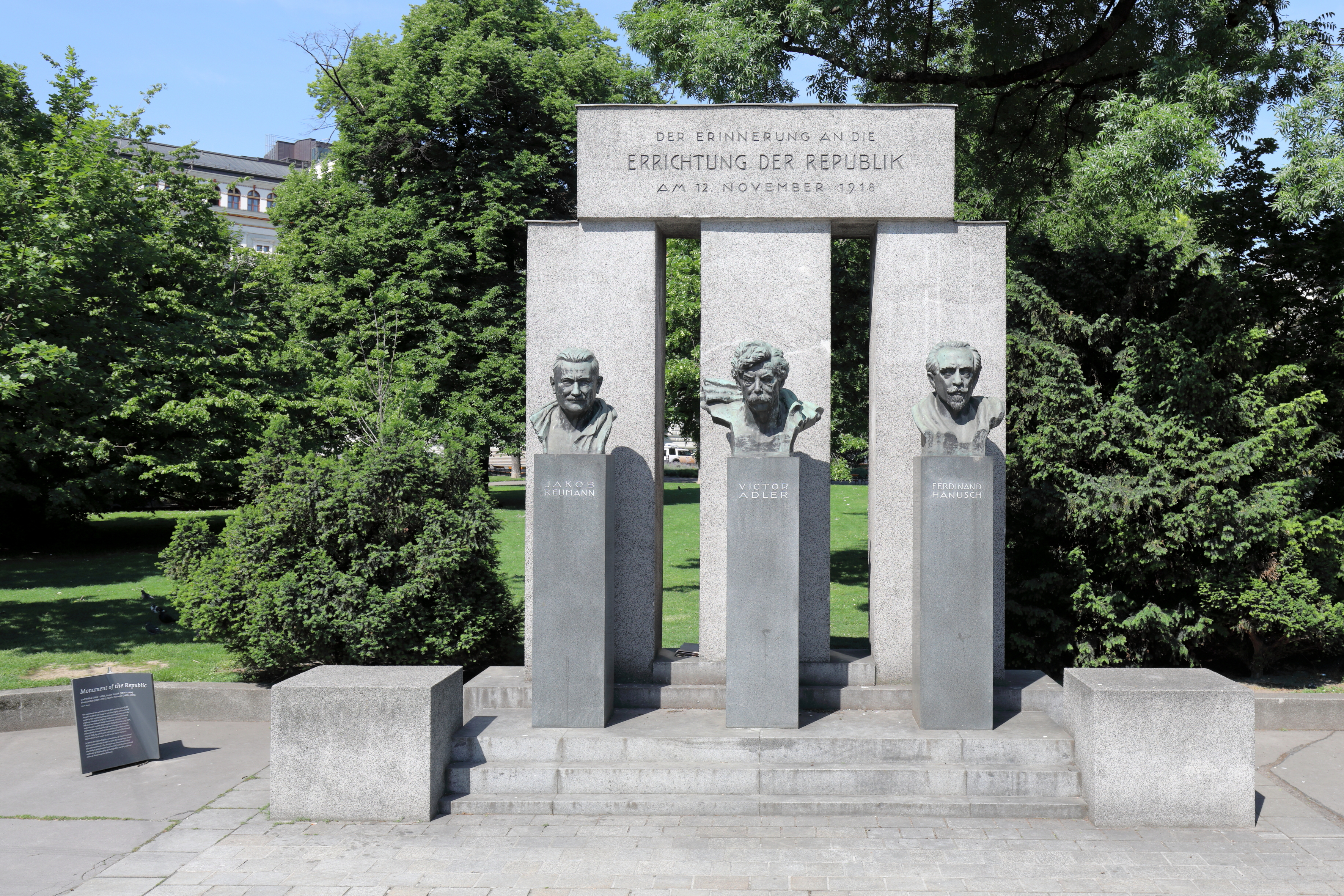
Denkmal der Republik mit Infotafel (2017)

Das Denkmal der Republik, auch Republikdenkmal bezeichnet, in Wien erinnert an die Ausrufung der Republik Deutschösterreich am 12. November 1918. Es befindet sich am Dr.-Karl-Renner-Ring zwischen Parlamentsgebäude und Palais Epstein vor dem Grete-Rehor-Park.

## Beschreibung
Das Denkmal besteht aus Büsten der drei Sozialdemokraten Jakob Reumann, Victor Adler und Ferdinand Hanusch, die jeweils auf einem Sockel ruhen. Dahinter befinden sich drei senkrecht stehende rechteckige Granitquader, auf denen wiederum ein vierter Quader waagerecht liegt. In diesen ist die Inschrift „Der Erinnerung an die Errichtung der Republik am 12. November 1918“ eingraviert, wobei die Worte „Errichtung der Republik“ größer geschrieben sind als der Rest. Das Denkmal steht auf einer leicht erhöhten Plattform und ist über drei Stufen erreichbar. Links und rechts der Stufen befinden sich zwei niedrigere Quader, auf die am 12. November jeden Jahres Blumengestecke gestellt werden. Die Büsten wurden von den Bildhauern Franz Seifert (Reumann), Anton Hanak (Adler) und Mario Petrucci (Hanusch; nach einem Entwurf von Carl Wollek) geschaffen.

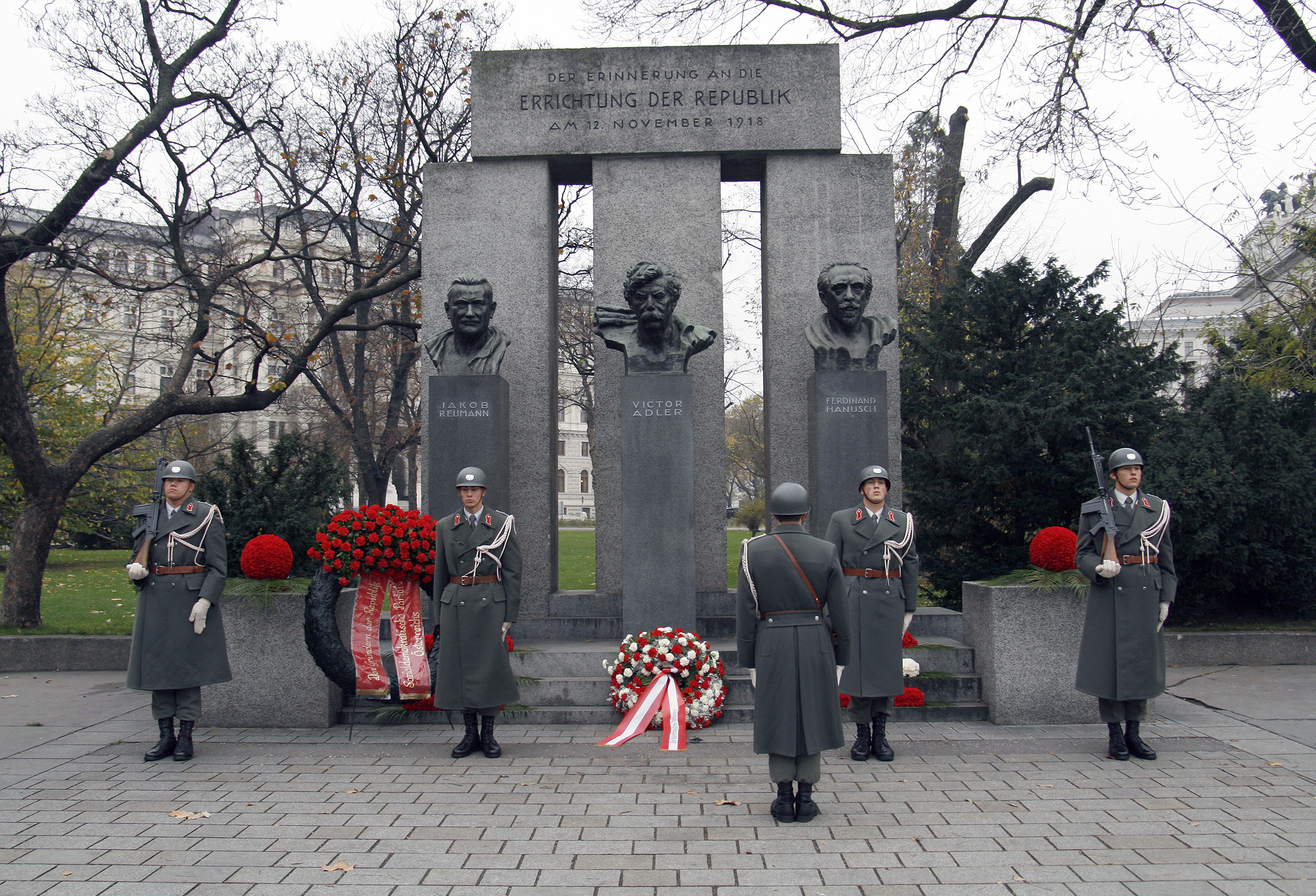
Kranzniederlegung anlässlich des 90. Jahrestages der Gründung der Republik
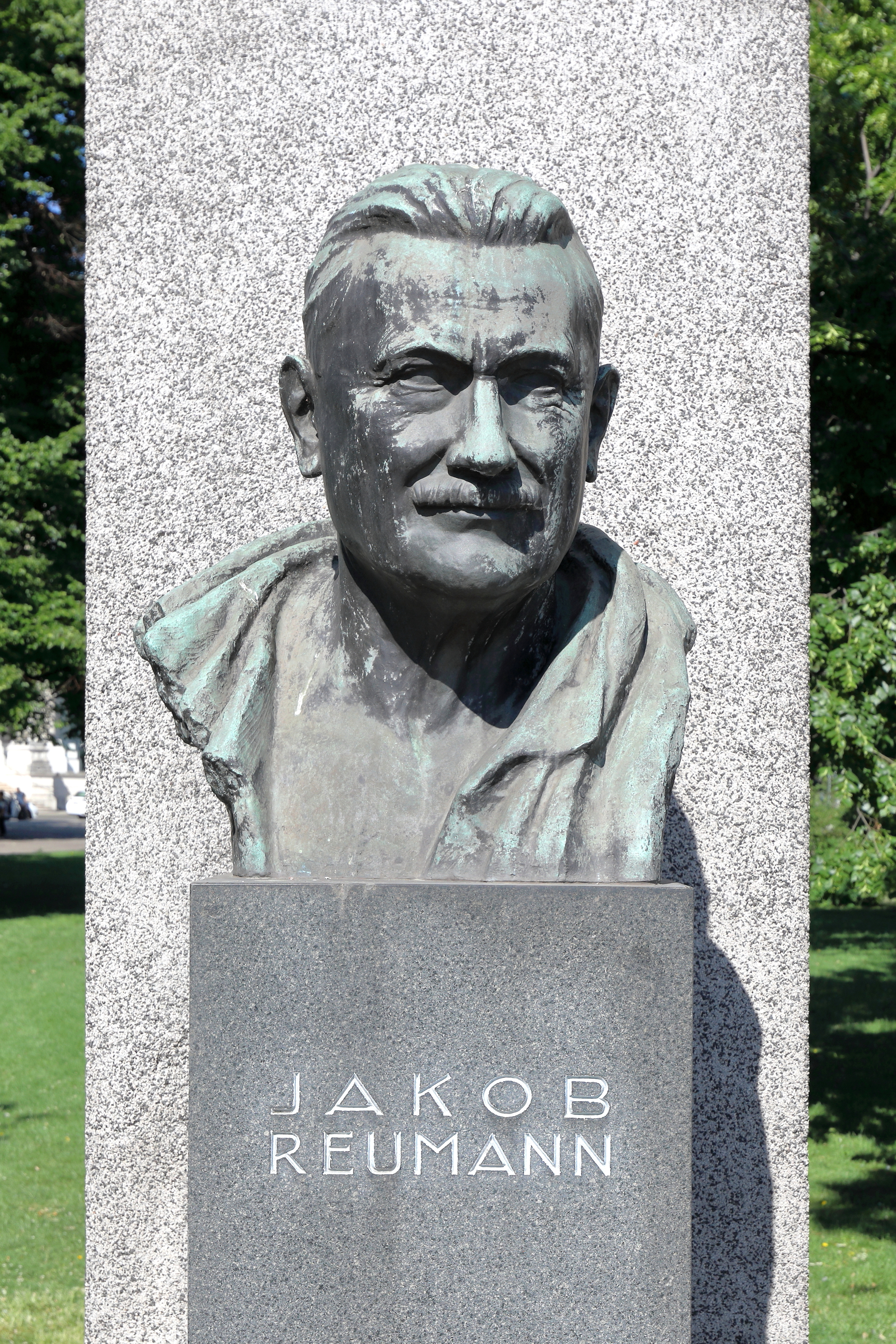
Jakob Reumann
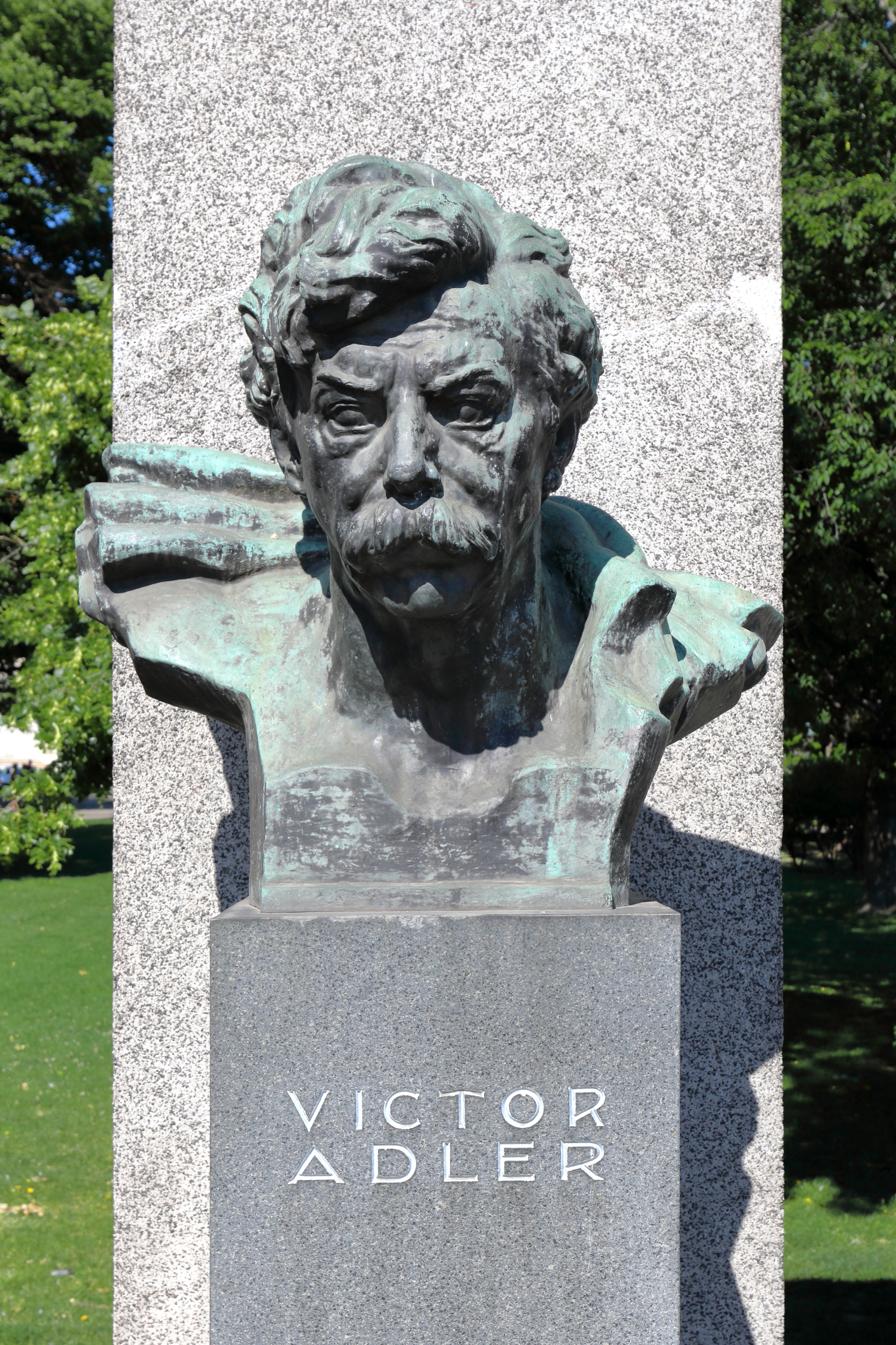
Victor Adler
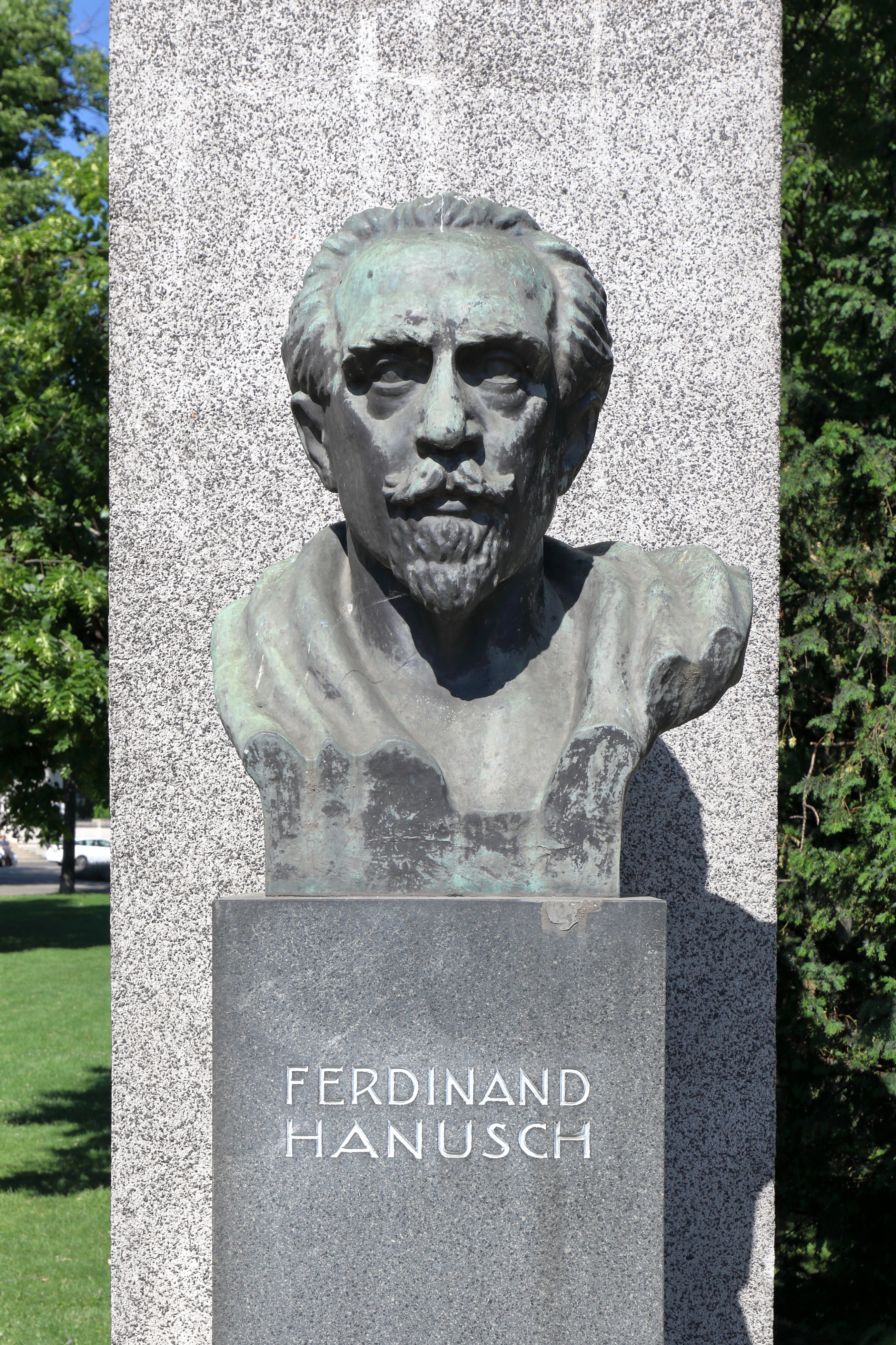
Ferdinand Hanusch

## Geschichte

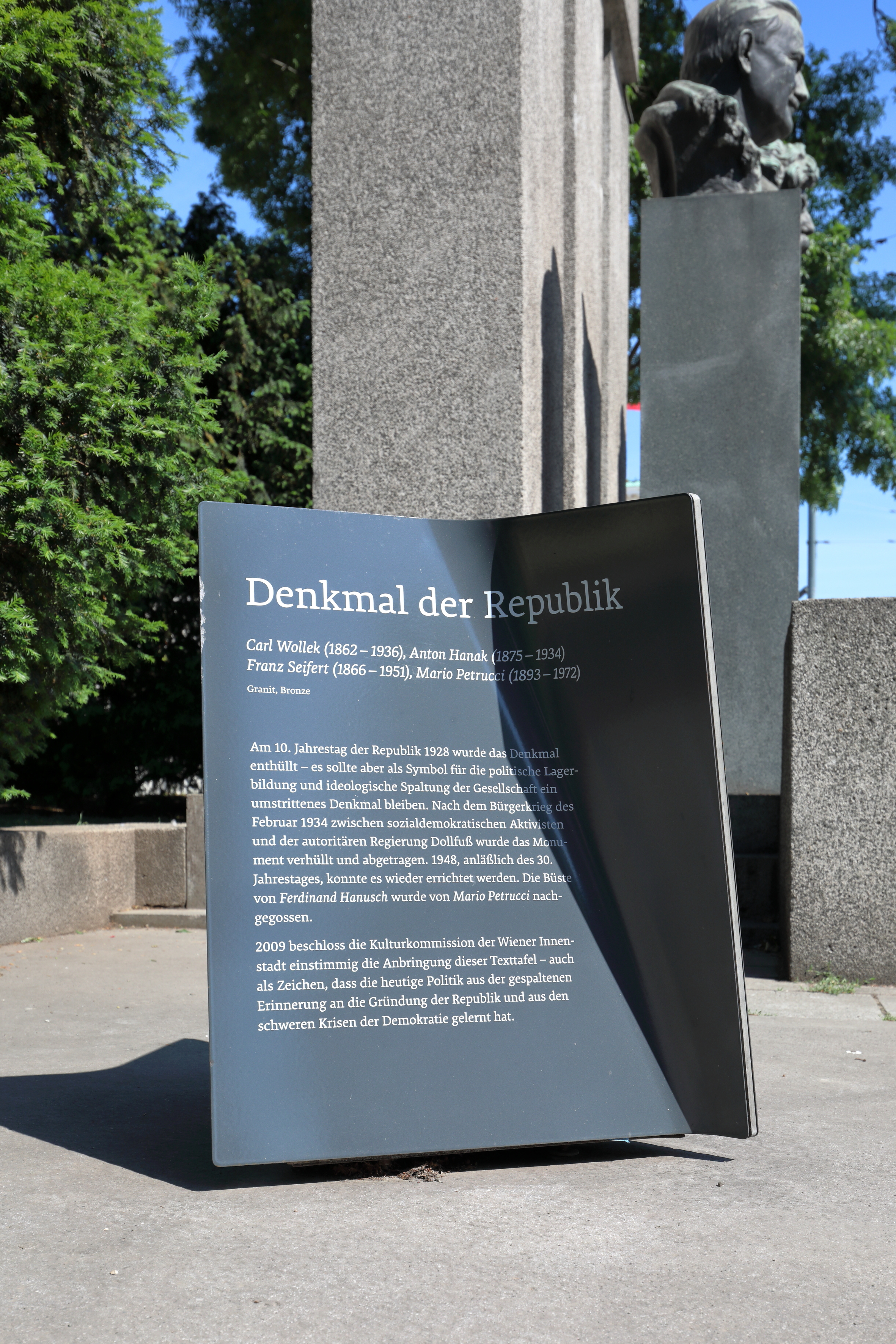
Infotafel linksseitig beim Denkmal

Es wurde unter dem sozialistischen Bürgermeister Karl Seitz errichtet und am 12. November 1928, dem zehnten Jahrestag der Ausrufung der Republik Deutschösterreich, enthüllt. Aufgrund seines eindeutigen Bezugs zur Sozialdemokratie (geehrt wurden Victor Adler, Gründervater der Sozialdemokratie, Ferdinand Hanusch, Begründer des modernen Sozialstaats, und Jakob Reumann, Wiens erster „roter“ Bürgermeister) wurde das Denkmal von konservativen und faschistischen Kreisen angefeindet. Im Zuge der Ausschaltung der Demokratie und der Etablierung des austrofaschistischen Regimes wurde es zunächst mit Kruckenkreuzfahnen und einem Porträt von Engelbert Dollfuß überhängt und schließlich 1934 abgetragen, aber nicht vernichtet, sondern in der Stadionhalle gelagert. Zum 30. Jahrestag der Republiksgründung 1948 wurde es wieder aufgebaut. 1961 wurde bei einem Sprengstoffanschlag die Rückseite des Denkmals bzw. die Beleuchtungsanlage beschädigt, die Hintergründe des Anschlags wurden bis heute nicht geklärt, vermutet wird ein Zusammenhang mit den Anschlägen des Befreiungsausschusses Südtirol.
Im Jahr 2009 beschloss die Kulturkommission der Wiener Innenstadt einstimmig die Anbringung einer Texttafel – „auch als Zeichen, dass die heutige Politik aus der gespaltenen Erinnerung an die Gründung der Republik und die schweren Krisen der Demokratie gelernt hat“.